# شیرویاما، کاناگاوا
شیرویاما، کاناگاوا (به لاتین: Shiroyama) یک منطقهٔ مسکونی در ژاپن است که در کانتو واقع شده‌است. شیرویاما ۲۳٬۰۴۰ نفر جمعیت دارد.